# Propoziție circumstanțială de scop
Propoziția circumstanțială de scop sau finală constituie în frază o realizare propozițională a complementului circumstanțial de scop. Propoziția circumstanțială de scop răspunde la întrebarea "În/cu ce scop?" pusă verbului din propoziția regentă.

## Elemente introductive
- Conjuncții subordonatoare: 
  - să; ca să: I-am explicat ca să înteleagă mai bine.

- Locuțiuni conjuncționale: 
  - pentru ca să: Pentru ca să termine romanul, a citit toată noaptea.

- Adverb: 
  - ...doar- doar....